# Oxyde de graphite
L'oxyde de graphite, autrefois appelé oxyde graphitique ou acide graphitique, est un composé inorganique de carbone, oxygène et hydrogène dans des ratios atomiques variables. Il est obtenu en traitant du graphite avec des oxydants forts. Le produit le plus oxydé est le solide jaune avec un ratio C:O entre 2,1 et 2,9 qui conserve la structure en couche du graphite mais avec des espaces intercouches beaucoup plus larges et irréguliers.
Le composé solide se disperse dans les solutions basiques en produisant des couches monomoléculaires, connues comme l'oxyde de graphène par analogie avec le graphène, la forme monocouche du graphite. L'oxyde de graphène a été utilisé pour préparer une espèce de papier très résistant et a récemment suscité un intérêt considérable comme intermédiaire possible pour la fabrication de graphène. Cependant, cet objectif reste difficile à atteindre étant donné que le graphène obtenu par cette méthode a beaucoup de défauts chimiques et structurels.

## Histoire et préparation
L'oxyde de graphite a été préparé originellement par le chimiste d'Oxford, Benjamin Brodie fils de Benjamin Collins Brodie en 1859, en traitant du graphite avec une solution de chlorate de potassium dans l'acide nitrique fumant. En 1957, William S. Hummers et Richard E. Offeman développent une méthode plus sûre, plus rapide et plus efficace en utilisant un mélange d'acide sulfurique, H2SO4, de nitrate de sodium, NaNO3 et de permanganate de potassium, KMnO4, qui est encore largement utilisée en 2010.
En 2009, un mélange de H2SO4 et de KMnO4 a permis d'ouvrir longitudinalement des nanotubes de carbone qui deviennent ainsi des rubans de graphène de quelques atomes de large aux bords "chapeautés" par des atomes d'oxygène (=O) ou des groupes hydroxyle (–OH).

## Structure
La structure et les propriétés de l'oxyde de graphite dépendent de la méthode de synthèse particulière et du degré d'oxydation. Il conserve généralement la structure en couche du graphite, mais les couches sont voilées et l'espacement intercalaire est environ deux fois plus grand (~ 0,7nm (7 Å)) que celui du graphite. Strictement parlant, le terme «oxyde» est incorrect, mais il s'est établi historiquement. En plus de groupes époxyde (atome d'oxygène pontant), d'autres groupes fonctionnels trouvés expérimentalement sont des carbonyle (=CO), des hydroxyle (-OH) et des groupes phénol attaché des deux côtés,.Il existe des preuves de "déformation" (écart à la planéité) des couches. La structure détaillée n'est pas encore comprise en raison du fort désordre et de l'empilement irrégulier des couches.
Les couches d'oxyde de graphène sont épaisses de 1,1 ± 0,2 nm,. La microscopie à effet tunnel montre la présence de régions locales où les atomes d'oxygène sont arrangés selon une disposition rectangulaire régulière avec des paramètres de maille de 0,27 × 0,41 nm,. Les bords de chaque couche sont terminés par des groupes carboxyle et carbonyle. La spectrométrie photoélectronique X montre la présence d'atomes de carbone inclus dans les cycles aromatiques et non oxygénés (284,8 eV), de C–O (286,2 eV), de C=O (287,8 eV) et de O-C=O (289,0 eV).
L'oxyde de graphite s'hydrate facilement, conduisant à une augmentation visible de la distance intercouche (jusqu'à 1,2 nm (12 Å) dans l'état saturé). De l'eau additionnelle est aussi absorbée dans l'espace intercouche, ceci étant dû à des effets de haute pression induite. Le matériau solide absorbe ainsi l'humidité de l'air ambiant proportionnellement à l'humidité. Le retrait complet de l'eau de ce produit est difficile même en chauffant vers 60–80 °C ce qui conduit à sa décomposition partielle et à sa dégradation.
L'oxyde de graphite s'exfolie et se décompose quand il est rapidement chauffé à des températures modérément hautes (~280–300 °C), avec aussi formation de carbone amorphe finement divisé, un peu similaire au charbon activé.

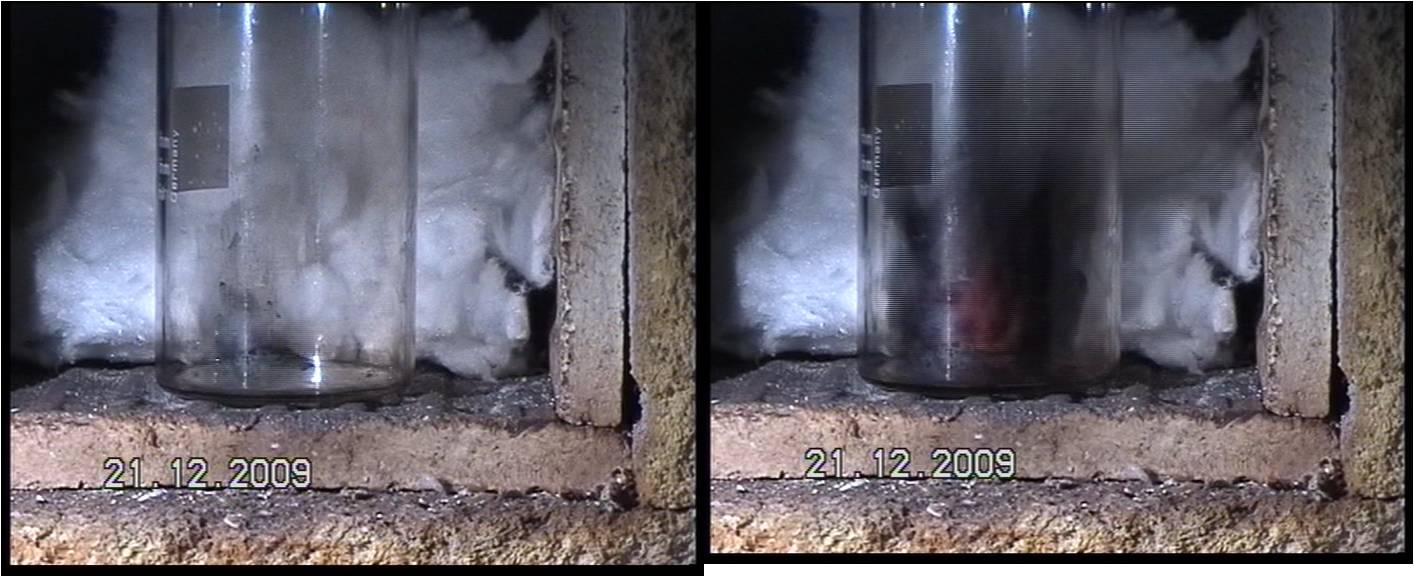
Exfoliation d'oxyde de graphite à haute température, captures d'écran d'une vidéo disponible ici. Cette exfoliation décuple le volume de l'échantillon et forme de la poudre de carbone avec des particules d'épaisseur de quelques couches de graphène.

## Fabrication de graphène
L'oxyde de graphite a suscité beaucoup d'intérêt comme voie possible pour la production à large échelle et la manipulation de graphène, un matériau avec des propriétés électroniques extraordinaires. L'oxyde de graphène est lui-même un isolant, presque un semi-conducteur, avec une conductivité différentielle entre 1 et 5 × 10−3 S/cm sous une tension de 10 V. Toutefois, étant fortement hydrophile, l'oxyde de graphène se disperse très bien dans l'eau et se fractionne en flocons macroscopiques, la plupart d'une couche d'épaisseur. En théorie, la réduction chimique de ces flocons donnerait une suspension de flocons de graphène.
Une réduction partielle peut être obtenue en traitant l'oxyde de graphène dispersé, avec de l'hydrate d'hydrazine, H2N–NH2 à 100 °C pendant 24 heures ou par exposition à une forte impulsion lumineuse comme celle d'un flash d'un appareil photographique. Cependant le graphène obtenu avec cette méthode présente une conductivité inférieure à 10 S/cm, la mobilité des porteurs de charge y est entre 2 et 200 cm2 V−1 s−1) pour les trous et entre 0,5 et 30 cm2 V−1 s−1) pour les électrons. Ces valeurs sont beaucoup plus grandes que celles de l'oxyde, mais elles sont toujours plus basses de quelques ordres de grandeur de celles du graphène obtenue par exfoliation,. Des inspections au microscope à force atomique de l'oxyde de graphène montrent que les oxygène pontants distordent la couche de carbone, créant une rugosité intrinsèque prononcée dans les couches qui persiste après réduction. Ces défauts sont aussi mis en évidence dans le spectre Raman de l'oxyde de graphène.

## Matériau apparenté
Une suspension de flocons d'oxyde de graphène peut également être tamisé pour récupérer ses flocons (comme dans la fabrication du papier) et pressé pour faire un papier à l'oxyde de graphène (en) très fort.